# Paul Thommen
Paul Thommen  (* 9. März 1929 in Basel; † 16. Januar 2004 in Paris) war ein Schweizer Jazzmusiker (Piano) und Architekt.

## Leben und Wirken
Thommen wuchs in Trimbach und Basel auf; er spielte zunächst in einem Familienorchester Violine und Akkordeon. Als Jugendlicher wechselte er zum Klavier; er brachte sich als Autodidakt Komposition und Orchestration bei. Um 1950 gehörte er zu Willy Kuhns Syncopaters und zu den von Kuhn geleiteten Rhythm Kings, aber auch zu dessen Tanz- und Show-Orchester; er erwarb sich bald den Ruf eines sensiblen und gewandten Pianisten, der nicht nur Dixieland spielte, sondern ebenso im Bebop zu Hause war. Nach dem Besuch der Architektenschule ließ er sich Mitte der 1950er Jahre in Genf nieder, wo er erfolgreich als Architekt tätig war. Daneben begleitete er dort Musiker wie Lew Tabackin, Lucky Thompson, Harry Sweets Edison, Arnett Cobb, Pierre Cavalli oder Michel Pilet.
1960 gründete Thommen sein eigenes Oktett, für das er auch arrangierte (Auszeichnung beim  Amateur Jazz Festival Zürich 1960). Seit 1962 leitete er eine Bigband, mit der er im selben Jahr gleichfalls beim Zürcher Festival den internationalen Grand Prix der Stadt von Zürich erhielt; mit dieser Formation gestaltete er auch den Galaabend beim Montreux Jazz Festival 1967; dann musste er sie auflösen.
Mit dem Quintett von Pierre Bouru trat Thommen 1962 mit Raymond Court und Pierre Jomini beim Festival Jazz à Juan auf. Als Pianist gehörte er weiterhin zur Bigband von Pierre Oguey. Auch spielte er bei Pierre Jomini, Serge Wintsch (Aufnahmen) und Eric Gigante. 1975 interpretierte er Rockjazz mit Pierre Bassoli und der Band Ten Beers After. Zwischen 1980 und 1990 leitete er wieder eigene Gruppen, zu denen Raymond Thérace, Francis Rothenbuhler, George Robert, Michel Bard und Philippe Staehli gehörten. Mit seiner mittelformatigen Paul Thommen Sound Machine entstanden 1984 und 1989 Alben. Weiterhin begleitete er Sängerinnen wie Sandy Patton, Ann Malcolm, Vickie Henderson und Martine Kay. Als Pianist der Hausband des von Pierre Bouru geleiteten Club les 5 Rues im französischen Mégève trat er mit Gästen wie Maxim Saury, Guy Lafitte oder Stéphane Guérault auf.
Im Jahre 1978 war Thommen Mitbegründer der Association Genevoise des Musiciens de Jazz, wo er die ersten fünf Jahre als Vize-Präsident fungierte. Er galt als graue Eminenz im Jazzleben von Genf. Zu seiner Erinnerung fand 2006 ein Memorialkonzert statt.